# Stenopogon
Stenopogon is een vliegengeslacht uit de familie van de roofvliegen (Asilidae).

## Soorten
- S. abdulrassuli Lehr, 1984
- S. adelantae Wilcox, 1971
- S. aeacidinus Williston, 1886
- S. aeacus (Wiedemann, 1828)
- S. albalulus Martin, 1968
- S. albibasis Bigot, 1878
- S. albociliatus Engel, 1929
- S. ambryon (Walker, 1849)
- S. antoniae Wilcox, 1971
- S. aphrices (Walker, 1849)
- S. arizonensis Bromley, 1937
- S. arnaudi Martin, 1968
- S. avus (Loew, 1874)
- S. bakeri Wilcox, 1971
- S. bartonae Wilcox, 1971
- S. blaisdelli Wilcox, 1971
- S. boharti Bromley, 1951
- S. bradleyi Bromley, 1937
- S. brevipennis (Wiedemann in Meigen, 1820)
- S. brevis (Martin, 1968)
- S. breviusculoides Bromley, 1937
- S. breviusculus Loew, 1872
- S. bromleyi Wilcox, 1971
- S. brookmani Wilcox, 1971
- S. californiae (Walker, 1849)
- S. californioides Bromley, 1937
- S. callosus (Pallas in Wiedemann, 1818)
- S. cazieri Brookman, 1941
- S. cervinus Loew, 1861
- S. cinchonaensis Joseph & Parui, 1981
- S. cinerascens Back, 1909
- S. cinereus Engel, 1940
- S. colimae Martin, 1968
- S. coracinus (Loew, 1847)
- S. costatus Loew, 1871
- S. coxalis (Becker, 1922)
- S. coyote Bromley, 1931
- S. cressius Tomasovic, 2005
- S. damias (Walker, 1849)
- S. diablae Wilcox, 1971
- S. dispar Bromley, 1937
- S. dorothyae Martin, 1968
- S. duncani Bromley, 1937
- S. ebyi Bromley, 1937
- S. echelus (Walker, 1849)
- S. elizabethae Martin, 1968
- S. elongatissimus Efflatoun, 1937
- S. elongatus (Meigen, 1804)
- S. engelhardti Bromley, 1937
- S. englandi Wilcox, 1971
- S. felis Bromley, 1931
- S. festae Bezzi, 1925
- S. figueroae Wilcox, 1971
- S. flavibarbis Enderlein, 1934
- S. flavotibialis Martin, 1968
- S. floridensis Bromley, 1951
- S. fulvus (Meigen, 1838)
- S. fuscolimbatus Bigot, 1878
- S. galadae (Martin, 1968)
- S. galbinus Martin, 1968
- S. gracilis (Macquart, 1838)
- S. gratus Loew, 1872
- S. gruenbergi Becker, 1911
- S. haigi (Wilcox, 1971)
- S. hamus Martin, 1968
- S. helvolus (Loew, 1874)
- S. heteroneurus (Macquart, 1838)
- S. hiemalis Martin, 1968
- S. hradskyi Lehr, 1963
- S. huachucanus Hardy, 1942
- S. imbrex (Walker, 1849)
- S. indistinctus Bromley, 1937
- S. inermipes Strobl in Czerny & Strobl, 1909
- S. inquinatus Loew, 1866
- S. inyae Wilcox, 1971
- S. iphippus Séguy, 1932
- S. iphis Séguy, 1932
- S. ischyrus Séguy, 1932
- S. jubatoides Bromley, 1937
- S. jubatus Coquillett in Baker, 1904
- S. junceus (Wiedemann in Meigen, 1820)
- S. jurupae Wilcox, 1971
- S. kaltenbachi Engel, 1929
- S. kelloggi Wilcox, 1937
- S. kherai Joseph & Parui, 1976
- S. kirkwoodi Wilcox, 1971
- S. kocheri Timon-David, 1951
- S. kolenati (Gimmerthal, 1847)
- S. koreanus Young, 2005
- S. kozlovi Lehr, 1963
- S. laevigatus (Loew, 1851)
- S. latipennis Loew, 1866
- S. lehri Londt, 1999
- S. linsleyi Wilcox, 1971
- S. loewi Joseph & Parui, 1984
- S. lomae Wilcox, 1971
- S. longulus Loew, 1866

- S. macilentus Loew, 1861
- S. macswaini Wilcox, 1971
- S. manii Joseph & Parui, 1981
- S. manipurensisi Joseph & Parui, 1976
- S. marikovskii Lehr, 1963
- S. martini Bromley, 1937
- S. mediterraneus Lehr, 1963
- S. melanderi Wilcox, 1971
- S. mexicanus Cole, 1923
- S. milvus (Loew, 1847)
- S. minos (Osten Sacken, 1877)
- S. mojavae Wilcox, 1971
- S. mollis Loew, 1868
- S. mysorensis Joseph & Parui, 1981
- S. nataliae Richter, 1963
- S. nathani Joseph & Parui, 1976
- S. neglectus Bromley, 1931
- S. neojubatus Wilcox & Martin, 1945
- S. nigritulus Coquillett, 1904
- S. nigriventris Loew, 1868
- S. nigrofasciatus Brunetti, 1928
- S. nigrolimbatus Martin, 1968
- S. nitens Coquillett, 1904
- S. obispae Wilcox, 1971
- S. obliteratus Richter, 1963
- S. obscuriventris Loew, 1872
- S. occlusus Theodor, 1980
- S. ochraceus Wulp, 1870
- S. ochripes Loew, 1861
- S. oldroydi Joseph & Parui, 1976
- S. ortegai Martin, 1968
- S. ozenae Wilcox, 1971
- S. parksi (Bromley, 1934)
- S. peregrinus Séguy, 1932
- S. piceus (von Roeder, 1883)
- S. picticornis (Loew, 1866)
- S. pinyonae Wilcox, 1971
- S. porcus Loew, 1871
- S. povolnyi Hradský, 1985
- S. powelli Wilcox, 1971
- S. pradhani Joseph & Parui, 1976
- S. propinquus Bromley, 1937
- S. pseudosabaudus Lehr, 1963
- S. pulverifer (Walker, 1851)
- S. pumilis Coquillett, 1904
- S. rafaelae Wilcox, 1971
- S. raven (Bromley, 1938)
- S. rhadamanthus (Loew, 1866)
- S. roederii Bezzi, 1895
- S. roonwali Joseph & Parui, 1992
- S. rossi Martin, 1968
- S. rufescens Theodor, 1980
- S. rufibarbis Bromley, 1931
- S. rufibarboides Bromley, 1937
- S. rufipilus (Loew, 1873)
- S. sabaudus (Fabricius, 1794)
- S. sciron (Loew, 1873)
- S. scheno (Walker, 1849)
- S. schisticolor Gerstaecker, 1862
- S. setosus Bezark, 1984
- S. silaceus Martin, 1968
- S. similis (Jones, 1907)
- S. solsolacearum Lehr, 1963
- S. stackelbergi Lehr, 1963
- S. stonei Bromley, 1937
- S. strataegus Gerstaecker, 1862
- S. subtus Bromley, 1935
- S. subulatus (Wiedemann, 1828)
- S. surrufus Martin, 1968
- S. taboarde Strobl in Czerny & Strobl, 1909
- S. tenebrosus Coquillett, 1904
- S. tequilae (Martin, 1968)
- S. texanus Bromley, 1931
- S. theodori Lehr, 1984
- S. tinkhami Bromley, 1951
- S. tolandi Wilcox, 1971
- S. tristis (Meigen, 1820)
- S. truquii (Bellardi, 1861)
- S. uhleri Banks, 1920
- S. utahensis Bromley, 1951
- S. vallensis (Martin, 1968)
- S. variabilis Lehr, 1963
- S. villus (Martin, 1968)
- S. werneri Engel, 1933
- S. wilcoxi Bromley, 1937
- S. williamsi Wilcox, 1971
- S. xanthotrichus (Brullé, 1832)
- S. xochimilcae Martin, 1968
- S. zebra Martin, 1968
- S. zimini Lehr, 1963
- S. zinovievi Lehr, 1963